# Governatorato di al-Buraymi
al-Buraymī (Arabo البريمي) è un Governatorato della Regione di al-Zahira e di una città omanita. Il Governatorato (muḥāfaẓa) è stato istituito nell'ottobre del 2006 e ha coinvolto le wilāyāt di al-Buraymī e di Maḥḍa. In seguito è stato identificato al suo interno aggiunto una terza wilāya, al-Sunayna, con porzioni delle altre due wilāyāt.

## Descrizione
La città di al-Buraymī è un'oasi nel nord-ovest del Paese, alla frontiera con gli Emirati Arabi Uniti, e dall'altra parte della frontiera si trova la città di al-'Ayn. Per lungo tempo la frontiera è stata aperta ma nel 2006 tale frontiera è stata spostata di 8 chilometri, vicino Hilli, e l'accesso è ora limitato a coloro che possiedono un visto valido per i Paesi del Consiglio di Cooperazione del Golfo.

## Geografia fisica
Le caratteristiche della regione si differenziano molto da quelle di al-'Ayn. Esse sono principalmente costituite da grandi pianure aperte e da rocce aguzze. In queste pianure rocciose si trovano acacie (chiamate Samr) e Prosopis cineraria (chiamate Ghaf).
La città di al-Buraymi è notevolmente più piccola e meno influente della sua vicina al-ʿAyn. Prima di dar vita alla frontiera, era cosa comune che gli abitanti degli Emirati investissero in una villa ad al-Buraymi a causa della differenze di prezzo esistente. Ma in seguito hanno preso l'abitudine di soggiornare ad al-ʿAyn per non dover aspettare alla frontiera.

## Cultura
Come nel resto della regione, si trovano qui numerosi forti antichi, in condizioni variabili di conservazione. La più grande moschea è la Masjid Qāabūs. Vi sono del pari in una vallata a est della città di al-Buraymi numerosi fossili di animali risalenti alla preistoria.

## Storia
Già quando i Banu Azd occupavano la regione nel VII secolo, al-Buraymi faceva parte dell'Oman. Verso il 700, la città fu abbandonata. La tribù al-Nuʿaymi, autoctona del luogo, cominciò a riedificare la città tra il 1800 e gli anni Cinquanta.